# (3149) Okudzhava
(3149) Okudzhava (1981 SH; 1951 WN2; 1951 YS; 1971 TF3) ist ein ungefähr fünf Kilometer großer Asteroid des inneren Hauptgürtels, der am 22. September 1981 von der tschechischen (damals: Tschechoslowakei) Astronomin Zdeňka Vávrová am Kleť-Observatorium auf dem Kleť in der Nähe von Český Krumlov in der Tschechischen Republik (IAU-Code 046) entdeckt wurde.

## Benennung
(3149) Okudzhava wurde nach dem russisch-sowjetischen Dichter, Chansonnier und Schriftsteller Bulat Schalwowitsch Okudschawa (1924–1997) benannt.